# 스타크래프트 프로리그 올스타전
프로리그 올스타전(Proleague Allstar)는 프로리그 정규시즌을 모두 마치고, 열리는 경기이다. 2003년부터 2011년까지 진행되었다.

## 역대 올스타전

### 2003년 프로리그 올스타전
- KTF EVER컵 온게임넷 프로리그[1][2]

| 8월 16일 |       |      |              |
| 전설     | 2 - 3 | 신화 | 매가스튜디오 |

- 특이사항
  - 프로리그 최초의 올스타전
  - 결승전만 남긴 뒤 열린 올스타전
  - 팬 투표로 선발된 선수는 개인전에 출전했고, 추천 선수들은 팀플전에만 출전
  - 전설 팀은 한빛의 이재균 감독이, 신화 팀은 GO의 조규남 감독이 맡음
  - 올랜덤전으로 펼침
  - 올스타전 MVP는 없음
  - 5세트 강도경과 이윤열의 경기가 화제가 됨

- Neowiz Pmang컵 온게임넷 프로리그[3][4]

| 1월 17일 |       |      |                        |
| 피망     | 1 - 4 | 세이 | 삼성동 코엑스 컨벤션홀 |

- 특이사항
  - 프로리그 올스타전 최초 임진록 탄생된 리그(임요환, 홍진호)
  - 1라운드를 모두 마치고 2라운드 개막을 앞두고 열림
  - 경기 방식은 EVER 컵과 동일하고, 팬 투표로 선발된 선수는 개인전 출전, 추천 선수들은 팀플전에만 출전 앞선 시즌과 동일하게 진행
  - 피망팀의 감독으로 주훈 감독이 맡고, 세이팀의 감독은 2년연속 이재균 감독이 출전함
  - 지난 시즌과 동일하게 올스타전 MVP는 없음

### 2005년 프로리그 올스타전
- SKY 프로리그 2005[5]

| 8월 18일 |       |      |                        |
| 화이트   | 5 - 2 | 블루 | 삼성동 코엑스 컨벤션홀 |

- 특이사항
  - 통합리그로 전환하면서 모든팀들이 참가가됨
  - 7전 4선승제로 증가
  - 전기리그 결승전 종료후 열림
  - 1위 ~ 3위까지 종족별로 투표하여 선발
  - 주최사 추천선수는 폐지되었고, 감독 추천선수만 유지
  - 박정석, 팬투표에서 55,394표로 선발됨
  - SK텔레콤 T1의 주훈 감독이 블루팀을 맡고, KTF 매직엔스의 정수영 감독은 화이트팀을 맡음
  - 프로리그 올스타전 최초 MVP 탄생(김동진)

### 2006년 프로리그 올스타전
- SKY 프로리그 2006[6]

| 8월 26일 |       |      |                         |
| 화이트   | 5 - 2 | 블루 | 용산 e스포츠 상설경기장 |

- 특이사항
  - 올스타 후보 상위 7명을 모두 팬투표로 뽑음
  - 각 팀 감독이 올스타 후보에 오른 선수를 번갈아 지명
  - 임요환, 팬투표에서 3,908표로 1위로 선발
  - SK텔레콤 T1의 주훈 감독이 블루팀을 맡고, MBC게임 히어로의 하태기 감독은 화이트팀을 맡음
  - 테란(블루팀[7])과 비테란(화이트팀)의 구도로 화제가 되기도 했다.
  - SKY 프로리그 2006 올스타전 MVP (홍진호)

### 2007년 프로리그 올스타전
- 신한은행 프로리그 2007[8]

| 9월 8일 |       |      |                        |
| 도전    | 5 - 2 | 열정 | 어린이 대공원 돔아트홀 |

- 특이사항
  - 팬투표 방식을 종족별투표로 다시 변경함
  - 각 팀 감독이 구단별 추천선수 12명을 스네이크 방식으로 지명
  - 마재윤, 팬투표에서 26,321표로 최다득표
  - 삼성전자 칸의 김가을 감독이 도전팀을 맡고, 화승 OZ의 조정웅 감독은 열정팀을 맡음
  - 신한은행 프로리그 2007 올스타전 MVP (임요환)

### 2008년 프로리그 올스타전
- 신한은행 프로리그 2008[9]

| 9월 6일 |       |      |             |
| 열정    | 4 - 3 | 도전 | 부산 벡스코 |

- 특이사항
  - 사상 첫 지방 올스타전
  - 팬투표 방식을 종족별투표로 다시 변경함
  - 각 팀 감독이 구단별 추천선수 12명을 스네이크 방식으로 지명
  - 박지수, 숙소 2층에서 내려오다 발을 헛디뎌 허리부상으로 손주흥과 교체
  - 이제동, 팬투표에서 17,458표로 최다득표
  - hite 스파키즈의 이명근 감독이 도전팀을 맡고, 삼성전자 칸의 김가을 감독은 열정팀을 맡음
  - 신한은행 프로리그 2008 올스타전 MVP (염보성)

### 08-09 시즌 프로리그 올스타전
- 신한은행 프로리그 08-09

| 9월 26일 |       |      |                         |
| 도전     | 4 - 2 | 열정 | 용산 e스포츠 상설경기장 |

- 특이사항
  - 프로리그 챔피언십 결승전 종료후 열림
  - 올스타전 최초로 6전제로 진행
  - 2006년 이후 3년만에 용산 e스포츠 상설경기장에서 펼쳐지는 올스타전
  - 4세트는 스페셜 매치로 현장에서 직접 공개
  - 올스타전 최초로 3:3 팀플과 릴레이매치가 시행됨
  - 김택용, 팬투표에서 7,796표로 최다득표
  - SK텔레콤 T1의 박용운 감독이 도전팀을 맡고, 화승 OZ의 조정웅 감독은 열정팀을 맡음
  - 신한은행 프로리그 08-09 올스타전 MVP (김택용)

### 09-10 시즌 프로리그 올스타전
| 8월 14일 |       |      |                         |
| 도전     | 1 - 5 | 열정 | 용산 e스포츠 상설경기장 |

- 특이사항
  - 6월 26일부터 7월 13일까지 3주간 진행되어, 온라인 팬투표 득표 상위 12명과 추천선수 6명인 총 18명이 선발됨
  - 당일 현장에서 엔트리 발표
  - 이지훈감독이 도전팀을 맡고 박용운감독이 열정팀을 맡음
  - 신한은행 프로리그 09-10 올스타전 MVP (홍진호)
  - 빅파일 MSL 경기 일정으로 인해 낮 경기로 치러짐
  - 올스타전 팬투표 득표 순위

| 순위 | 이름   | 소속            | 득표수 |
| ---- | ------ | --------------- | ------ |
| 1    | 이제동 | 화승 OZ         | 8,834  |
| 2    | 홍진호 | 공군 ACE        | 8,470  |
| 3    | 김택용 | SK텔레콤 T1     | 7,699  |
| 4    | 이윤열 | 위메이드 FOX    | 7,591  |
| 5    | 박정석 | 공군 ACE        | 7,503  |
| 6    | 신상문 | 하이트 스파키즈 | 7,462  |
| 7    | 이영호 | KT 롤스터       | 7,308  |
| 8    | 송병구 | 삼성전자 칸     | 6,948  |
| 9    | 임요환 | SK텔레콤 T1     | 6,866  |
| 10   | 윤용태 | 웅진 스타즈     | 5,936  |
| 11   | 민찬기 | 공군 ACE        | 5,915  |
| 12   | 서지수 | STX SouL        | 5,852  |

### 10-11 시즌 프로리그 올스타전
| 4월 17일 |       |      |                         |
| 도전     | 4 - 1 | 열정 | 용산 e스포츠 상설경기장 |

| 순 | 선수                      | 맵                             | 선수                                  |
| -- | ------------------------- | ------------------------------ | ------------------------------------- |
| 1  | 송병구 (랜덤 P) 패        | 포트리스 SE                    | 승 이성은 (랜덤 Z)                    |
| 2  | 전상욱-박정석-염보성 Z 승 | 안드로메다 (3:3 릴레이 핸디캡) | 패 오영종-김명운-김윤환 T             |
| 3  | 이제동 T 승               | 써킷브레이커                   | 패 정명훈 Z                           |
| 4  | 홍진호 Z - 서지수 T 승    | 라만차 (2:2 팀플레이)          | 패 신상문(서연지와 교체) Z - 도재욱 P |
| 5  | 이영호 P 승               | 벤젠                           | 패 김택용 T                           |

- 특이사항
  - 3월 25일부터 4월 7일까지 3주간 진행되어, 온라인 팬투표 득표 상위 10명과 추천선수 6명인 총 16명이 선발됨
  - 당일 현장에서 엔트리 발표
  - 박용운감독이 도전팀을 맡고 이지훈감독이 열정팀을 맡음
  - 네오위즈 피망컵 프로리그 올스타전 이후 5전제로 치러짐
  - 신한은행 프로리그 10-11 올스타전 MVP (이성은)
  - 올스타전 팬투표 득표 순위

| 순위 | 이름   | 소속        | 득표수 |
| ---- | ------ | ----------- | ------ |
| 1    | 이제동 | 화승 OZ     | 3,657  |
| 2    | 김택용 | SK텔레콤 T1 | 3,196  |
| 3    | 이영호 | KT 롤스터   | 2,710  |
| 4    | 이성은 | 공군 ACE    | 2,694  |
| 5    | 홍진호 | KT 롤스터   | 2,399  |
| 6    | 정명훈 | SK텔레콤 T1 | 2,014  |
| 7    | 박정석 | KT 롤스터   | 1,706  |
| 8    | 도재욱 | SK텔레콤 T1 | 1,703  |
| 9    | 오영종 | 화승 OZ     | 1,688  |
| 10   | 송병구 | 삼성전자 칸 | 1,687  |

- - 올스타전 감독 추천선수 (6명)

-도전팀 : 염보성, 전상욱, 서지수
-열정팀 : 신상문, 김명운, 김윤환

## 역대 올스타전 맵
KTF EVER컵 : Guillotine, Neo Jungle Story, Nostalgia, Huntress, 신개마고원
Neowiz Pang컵 : Another Day, Vertigo Plus, Nostalgia, Huntress, 신개마고원
2004년 : 미개최
2005년 : 네오레퀴엠, 우산국, 러시아워, 루나, 알포인트, 포르테
2006년 : 815Ⅲ, 아카디아, 망월, 무한 맵 팀밀리, 러시아워Ⅲ, 백두대간, 철의장막, 디아이
2007년 : 몬티홀, 신 백두대간, 불의전차, Hunters, 파이썬, 타우크로스, 뱀파이어, 팔진도
2008년 : 오델로, 콜로세움, Hunters_KeSPA, 블루스톰, 안드로메다, 한니발, 카트리나
08-09 시즌 : Hunters_KeSPA, 안드로메다, 아웃사이더, 단장의 능선, 메두사, 데스티네이션
09-10 시즌 : 아웃사이더SE, 안드로메다, 신 단장의 능선, 심판의 날, 파이썬, 투혼
10-11 시즌 : 포트리스SE, 안드로메다, 써킷브레이커, 라만차, 벤젠